# Homburg (nummer)
Homburg is een lied geschreven door Gary Brooker (muziek) en Keith Reid (tekst). Het nummer werd uitgebracht door Procol Harum.

## Lied
Een homburg is een type deukhoed. In de surrealistische tekst, die een verloren vriendschap of illusie suggereert (“Your multilingual business friend / Has packed her bags and fled”) komt de homburg enkele keren terug in het refrein: “You'd better take off your homburg 'cos your overcoat is too long”.
De trant van de tekst en de muziek komen overeen met de voorgaande single A Whiter Shade of Pale:  beide zijn qua tekst surrealistisch en qua muziek grotendeels gebaseerd op Johann Sebastian Bach, zij het bij Homburg in mindere mate. Een andere overeenkomst is de klank van het hammondorgel van Matthew Fisher; piano en gitaar zijn bij dit lied meer naar voren geschoven. Het lied werd opgenomen in de toen net nieuwe samenstelling die enige tijd stabiel zou blijven met:
- Gary Brooker – zang en piano
- Matthew Fisher – hammondorgel
- Robin Trower – gitaar
- David Knights – basgitaar
- B.J. Wilson – drumstel

Denny Cordell was muziekproducent.
Homburg werd niet meegenomen in de Britse persing van het album Procol Harum, maar werd wel de eerste track van de Nederlandse persing. Beide albums verschenen in december 1967.

## Single
Het lied verscheen in september 1967 als single op de markt. De B-kant werd gevormd door het niemendalletje Good Captain Clack (tijdsduur 1:28), dat wel op het Britse album stond, maar niet op het Nederlandse. In tegenstelling tot A Whiter Shade haalde Homburg in Engeland niet de eerste plaats van de hitparade; in tien weken notering bleef ze op plaats zes steken. Homburg haalde in Nederland wel de eerste plaats in de Parool Top 20 en Nederlandse Top 40, elk met twaalf weken notering; in België kwam het niet verder dan plaats 8.  
In Italië verscheen een cover van het lied onder de titel L’ora dell’amore (het uur van de liefde) gezongen door I Camaleonti; het haalde de eerste plaats in de Italiaanse hitlijsten.

## Hitlijsten

### NPO Radio 2 Top 2000
| Nummer met noteringen in de NPO Radio 2 Top 2000 | '99 | '00 | '01 | '02 | '03 | '04 | '05 | '06 | '07  | '08 | '09  | '10  | '11  | '12  | '13  | '14  | '15  | '16  | '17  | '18  | '19  | '20 | '21  | '22  |
| ------------------------------------------------ | --- | --- | --- | --- | --- | --- | --- | --- | ---- | --- | ---- | ---- | ---- | ---- | ---- | ---- | ---- | ---- | ---- | ---- | ---- | --- | ---- | ---- |
| Homburg                                          | 871 | 671 | 990 | 504 | 796 | 967 | 798 | 894 | 1138 | 881 | 1270 | 1290 | 1324 | 1531 | 1517 | 1746 | 1849 | 1980 | 1862 | 1954 | 1655 | -   | 1825 | 1820 |

1. ↑  Een '-' betekent dat het nummer niet was genoteerd en een vetgedrukt getal geeft de hoogste notering aan.
2. ↑  Deze tabel is bijgewerkt tot en met de laatste editie (2024).

### Evergreen Top 1000
| Evergreen Top 1000 "Homberg - Procol Harum" | Evergreen Top 1000 "Homberg - Procol Harum" | Evergreen Top 1000 "Homberg - Procol Harum" | Evergreen Top 1000 "Homberg - Procol Harum" | Evergreen Top 1000 "Homberg - Procol Harum" | Evergreen Top 1000 "Homberg - Procol Harum" | Evergreen Top 1000 "Homberg - Procol Harum" | Evergreen Top 1000 "Homberg - Procol Harum" | Evergreen Top 1000 "Homberg - Procol Harum" | Evergreen Top 1000 "Homberg - Procol Harum" | Evergreen Top 1000 "Homberg - Procol Harum" | Evergreen Top 1000 "Homberg - Procol Harum" | Evergreen Top 1000 "Homberg - Procol Harum" | Evergreen Top 1000 "Homberg - Procol Harum" | Evergreen Top 1000 "Homberg - Procol Harum" | Evergreen Top 1000 "Homberg - Procol Harum" | Evergreen Top 1000 "Homberg - Procol Harum" |
| Jaar                                        | 2008                                        | 2009                                        | 2010                                        | 2011                                        | 2012                                        | 2013                                        | 2014                                        | 2015                                        | 2016                                        | 2017                                        | 2018                                        | 2019                                        | 2020                                        | 2021                                        | 2022                                        | 2023                                        |
| ------------------------------------------- | ------------------------------------------- | ------------------------------------------- | ------------------------------------------- | ------------------------------------------- | ------------------------------------------- | ------------------------------------------- | ------------------------------------------- | ------------------------------------------- | ------------------------------------------- | ------------------------------------------- | ------------------------------------------- | ------------------------------------------- | ------------------------------------------- | ------------------------------------------- | ------------------------------------------- | ------------------------------------------- |
| Positie                                     | -                                           | -                                           | 314                                         | 314                                         | 325                                         | 163                                         | 413                                         | 405                                         | 560                                         | 405                                         | 503                                         | 355                                         | 337                                         | 412                                         | 327                                         | 314                                         |